# (7349) Ernestmaes
(7349) Ernestmaes est un astéroïde de la ceinture principale.

## Description
(7349) Ernestmaes est un astéroïde de la ceinture principale. Il fut découvert le 18 août 1993 à Caussols par Eric Walter Elst. Il présente une orbite caractérisée par un demi-grand axe de 2,68 UA, une excentricité de 0,06 et une inclinaison de 2,9° par rapport à l'écliptique.

## Compléments